# Kaempferia undulata
Kaempferia undulata är en enhjärtbladig växtart som beskrevs av Johannes Elias Teijsmann och Simon Binnendijk. Kaempferia undulata ingår i släktet Kaempferia och familjen Zingiberaceae.
Artens utbredningsområde är Java. Inga underarter finns listade i Catalogue of Life.